# Église Saint-Pierre-Saint-Paul de Cravant
Pour les articles homonymes, voir Église Saint-Pierre-et-Saint-Paul.
L'église Saint-Pierre-Saint-Paul est une église catholique située à Cravant, dans le département de l'Yonne, en France.

## Historique
L'édifice est classé au titre des monuments historiques par arrêté du 11 août 1906.

## Mobilier
La base Palissy inventorie 38 objets.